# إدوارد د. دارت
إدوارد د. دارت (بالإنجليزية: Edward D. Dart)‏ هو مهندس معماري أمريكي، ولد في 28 مايو 1922، وتوفي في 9 يوليو 1975.